# 港語學
港語學（拉丁語：Societas Linguistica Hongkongensis）是2013年成立的香港非政府组织，旨在「捍衞香港人學習及使用粵語、正體字的權利，以及傳承粵語所承載的香港文化」，關注以普通話教授中文科政策對香港粵語使用情況的影響，進行調查及相關行動，以及舉辦「廣東話徵文比賽」。

## 歷史
「港語學」在2013年成立，申請社團註冊時，以「捍衛香港人的語言權利」為目的註冊，獲香港警務處批准為合法組織。「港語學」在香港舉辦過多個母語文化盛事，又設計「全港中小學中文教學語言資料庫」，讓家長可以查閱不同中小學的教學語言政策，亦在香港多次重大語言爭議中發聲，包括教育局將粵語列為非法定語言、考評局取消文憑試中文科口試、蔡若蓮就任教育局局長並推行普通话教中文科政策等。

### 申請區議會撥款辦徵文比賽
民建聯立法會議員葛珮帆於2020年8月17日召開記者會，質疑沙田區議會審批審批活動撥款準則模糊、不公，又點名提到「港語學」，指「港語學」籌辦「廣東話徵文比賽」激進反中，區議會對其利益輸送。及後，「港語學」主席陳樂行回應指，所有帳目公開透明，合符程序，「港語學」申請45萬撥款，都只獲批2萬多元去進行3個活動，比賽評審和攝影師都只能支付友情價，不可能利益輸送。陳樂行又指，沙田區議會籌辦團體眾多，競爭激烈，有建制派團體不獲批實屬正常，「港語學」亦有部分活動未獲批款，批評葛珮帆借題發揮。

### 因被指涉嫌違反《香港國安法》而宣布解散
2023年8月22日早上7時20分，香港警方國安處人員到「港語學」主席陳樂行家人的寓所要求會見陳樂行，但當時陳樂行身處外地，無法會面。國安處人員在無展示搜查令下仍進入寓所搜查，並指「港語學」2020年一篇「中西區廣東話徵文比賽」的小說文章涉嫌違反《香港國安法》，要求下架，如不下架便通緝陳樂行，但國安處人員無說明文章違反《國安法》的哪一條。同日，不斷有來自香港的同一電話號碼致電陳樂行。陳樂行回撥後對方表示是國安處人員，雙方通話了10多分鐘，陳樂行問及文章哪處有問題，以及可否為文章作修正了事，對方僅指涉事文章違反《國安法》，要求即時下架有關文章。陳樂行向國安處人員提及下架需時，對方則刻意告知同日曾搜查其蛋糕店，並提到其家人及「港語學」前成員情況。國安處人員強調是因為中西區民政事務處多番聯絡陳樂行不果，在諮詢律政司後，認為涉事小說文章違反《國安法》，故採取有關行動。陳樂行事後翻查電郵未見相關聯絡紀錄。陳樂行同日將涉事小說文章刪除，以及為保障家人及前成員的安全，經諮詢法律意見後，於8月28日在Facebook發出公告，指決定停止「港語學」所有運作，並啟動解散程序。對於組織解散，陳樂行認為香港不合適再經營保育粵語的組織。陳樂行評估返回香港後有被捕風險，加上《國安法》涉及嚴重罪行，短期內不會返回香港。
涉事小說文章為「小葭」所撰寫的〈我們的時代〉，講述自幼移民英国的男生「光仔」長大後於2050年後返回香港尋找父母生前足跡，與在香港成長女生「小敏」的一段邂逅。「光仔」在旅程中發現街上許多香港人不再說粵語，並提到父母年輕時因吸入過多中國製催淚煙令身體變差而最終死亡。文中描述中環的街道被改名為『人民中路』，「小敏」指是因為「政府覺得有英屬香港時代的殖民色彩」。故事又提到，政府為打壓宗教自由，全面掌控了不同宗教場所，「所有教徒都要入愛國教會」，小孩子只能閱讀修改過的《古兰经》。小說最後以「人與極權的抗爭，是記憶與遺忘的抗爭」作結。
「港語學」曾於2020年6月經區議會「社區參與撥款計劃」舉辦「中西區廣東話徵文比賽」，同年11月30日公布結果。陳樂行指被民政事務處拖欠實報實銷的活動開支達30多萬元，而民政署则宣称有兩項活動可能涉及刑事罪行，但就没有指出另一项活動是什么活動。 

## 外部連結
- 官方網站 （页面存档备份，存于）